# Савино-Сторожевський монастир
Савино-Сторожевський ставропігіальний монастир — діючий монастир РПЦ, який розташований у місті Звенигород Московської області РФ. Заснований у 1398 році.

## Церкви та каплиці монастиря
1. Собор Різдва Пресвятої Богородиці
2. Надвратна церква Трійці Живоначальної
3. Церква преподобного Сергія Радонезького (у дзвіниці)
4. Церква Спаса Преображення
5. Церква-альтанка (1998 р.)
6. Каплиця над святим джерелом преподобного Сави
7. Церква Олексія, Чоловіка Божого
Інші будівлі монастиря
1. Північні ворота
2. Стрілецькі палати (XVII — XVIII ст..)
3. Трапезна палата (XVII ст)
4. Палац царя Олексія Михайловича (XVII ст)
5. Братські корпуси (XVII ст)
6. Царицинські палати (XVII ст)
7. Трапезна з каплицею на честь Казанської ікони Божої Матері (1807 р.)
8. Монастирська будівля
9. Казначейський корпус (XVII—XIX ст)
10. Червона (Красна) башта (XVII ст)
11. Водонапірна башта (XVII ст)
12. Усова башта (XVII ст)
13. Житня башта (XVII ст)
14. Башти та стіни огорожі (XVII—XVIII ст)
15. Пам'ятник преподобному Саві Сторожевському (2007 р.)
16. Північні ворота
Скити, подвір'я та приписні храми
- Скит преподобного Сави в 1-му кілометрі від монастиря
- Скит ікони Богоматері «Спорительниця хлібів» (Приазовська, Краснодарський край)
- Подвір'я — церква Успіння Пресвятої Богородиці на Городку (Звенигород)
- Подвір'я — церква Трійці Живоначальної (Єршово, Одинцовський район)
- Подвір'я — церква Миколая Чудотворця (Савинська Слобода, Одинцовський район)
- Подвір'я — церква Тихвинської ікони Божої Матері при Никольській лікарні (Нікольське, Одинцовський район)
- Подвір'я — церква ікони Богоматері «Спорительниця хлібів» (Молзіно, Ногінський район)
- Подвір'я — Савинське архієрейське подвір'я у Москві
- Приписний храм — церква Серафима Саровського (Тимохово, Одинцовський район)
- Приписний храм — церква «Всіх скорбящих радість» (47-й військовий госпіталь, Кубинка, Одинцовський район)
- Приписний храм — церква Воскресіння Христового на цвинтарі міста Звенигорода
- Приписний храм — каплиця Бориса і Гліба (Бузаєво, Одинцовський район)
- Приписний храм — каплиця Дмитрія Донського (Кубинка, Одинцовський район)

## Історія монастиря
- 1398 — дата заснування монастиря
- 1405 — Храм Різдва Пресвятої Богородиці
- 1505 — Спаська церква
- 1652 — Церква пресвятої Трійці
- 1812 — монастир постраждав у ході французько-російської війни
- 1894 — при монастирі відкрито братство преподобного Савви[2]

## Офіційний сайт
- http://savvastor.ru